# Dzień Polskiej Niezapominajki
Dzień Polskiej Niezapominajki – święto przyrody obchodzone corocznie 15 maja, mające na celu promowanie jej walorów, stałe przypominanie o ochronie środowiska i zachowaniu różnorodności biologicznej Polski.

Święto ma również na celu zachowanie od zapomnienia ważnych chwil w życiu, osób, miejsc i sytuacji.

"Polska Niezapominajka" jest zachętą aby budować silne, głębokie więzy z najbliższymi i szczere przyjaźnie z ludźmi z otoczenia, przypomina o szacunku jaki powinniśmy żywić dla przyrody "małej" i "wielkiej Ojczyzny", przypomina o wartości jaką niosą ze sobą lokalne tradycje czy wytwory ludzkiej myśli – jakimi są np. "perełki architektury" zachowane w miastach, miasteczkach i wsiach.

Akcję zapoczątkował w 2002 redaktor radiowej Jedynki, prowadzący "Ekoradio", Andrzej Zalewski (zm. 2011) trochę na przekór Walentynkom. Pierwsze obchody odbyły się 15 maja 2002 roku.
Świętu patronują od początku media: Gazeta Wyborcza i Przyroda Polska, która zainicjowała akcję powstania Klubu Szkół Parkowych. Uczniowie tych placówek dbają o miejscową faunę i florę.
W kolejnych latach do akcji edukacji włączali się pszczelarze, szkółkarze, leśnicy i inne środowiska, np. Państwowy Instytut Geologiczny, przedszkola i szkoły oraz wiele czasopism, m.in. Dziennik Zachodni, Gość Niedzielny, Gazeta Olsztyńska.
Tradycją tego święta stały się również koncerty niezapominajkowe. Pierwszy koncert odbył się w 2003 roku w studio Polskiego Radia im. W. Lutosławskiego. Ponadto koncerty zorganizowano w 2004 roku w Filharmonii Narodowej, w 2005 roku w studiu Polskiego Radia im. A. Osieckiej, oraz w 2009 roku w studio Polskiego Radia im. W. Lutosławskiego.
Do akcji włączyły się również Lasy Państwowe. Z inicjatywą oczyszczenia lasów królewskich Władysława Jagiełły w 2010 roku, wystąpił Ośrodek Edukacji Ekologicznej i Integracji Europejskiej w Jedlni-Letnisko. Do Polskiej Niezapominajki dołączają również rolnicy ekologiczni.
| Rok  | Hasło |
| ---- | --- |
| 2003 | Kochajmy niezapominajki, kochajmy polską przyrodę |
| 2004 | Zdobywamy polskie serca miłością wzajemną do ojczyzny z jej piękną przyrodą i tradycją – stanowiąc część wielkiej Europy, dorzućmy do wspólnego bukietu – polskie niezapominajki |
| 2005 | Ocalić od zapomnienia pamiątki naszych Ojców |
| 2006 | A to Polska właśnie |
| 2007 | W zdrowym ciele zdrowy duch |
| 2008 | Chrońmy fabryki tlenu |
| 2009 | Zieleń to nadzieja |
| 2010 | Popieramy ojczyźnianą ekologię! |
| 2011 | Kochaj las, bo w lesie znajdziesz radość |
| 2012 | Wyczarowane z drewna |